# Alenka Bratušek

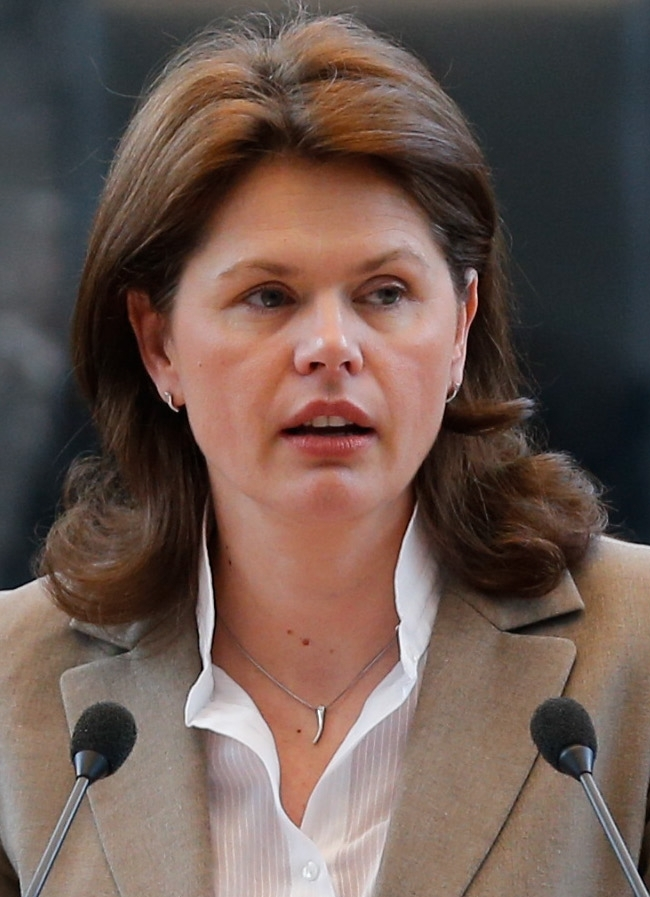
Alenka Bratušek (2013)

Alenka Bratušek (* 31. März 1970 in Celje) ist eine slowenische Politikerin. Sie war seit Februar (kommissarisch) bzw. März (regulär) 2013 Ministerpräsidentin des Landes. Am 5. Mai 2014 erklärte sie ihren Rücktritt vom Amt. Vom 13. September 2018 bis März 2020 war sie stellvertretende Ministerpräsidentin und Infrastrukturministerin Sloweniens im Kabinett Šarec, letzteres Amt übt sie seit dem 24. Januar 2023 im Kabinett Golob erneut aus.

## Biographie

### Studium und Beruf
Alenka Bratušek studierte an der Fakultät für Naturwissenschaften und Technologie der Universität Ljubljana und schloss dieses Studium 1994 mit dem Diplom ab. Anschließend arbeitete sie als Textilingenieurin. Von 1995 bis 1999 war sie im slowenischen Wirtschaftsministerium tätig und von 1999 bis 2011 im slowenischen Finanzministerium beschäftigt, zuletzt als Generaldirektorin der Haushaltsabteilung. Parallel studierte sie an der sozialwissenschaftlichen Fakultät der Universität Ljubljana Management, wofür man sie zeitweise von ihrer Arbeit im Finanzministerium freistellte, und erwarb 2006 einen Master-Abschluss.

### Politische Karriere
Bratušek kandidierte 2006 auf der Liste der Liberalna Demokracija Slovenije (LDS) erfolgreich für ein Stadtratsmandat in Kranj. Bei der Parlamentswahl in Slowenien 2008 trat sie auf der Liste der sozialliberalen Partei Zares an, errang allerdings kein Mandat. Bei den Kommunalwahlen 2010 verteidigte sie ihren Sitz im Stadtrat von Kranj, diesmal als Mitglied der lokalen Wählergruppe Lista Hermine Krt.
Bei der Parlamentswahl 2011 gelang ihr als Mitglied der Partei Pozitivna Slovenija (PS) der Einzug ins Parlament. Dort wurde sie Vorsitzende des Ausschusses für die Kontrolle der öffentlichen Finanzen.
Im Januar 2013 übernahm sie kommissarisch den Parteivorsitz, da der damalige Vorsitzende Zoran Janković unter Korruptionsverdacht stand und sein Amt ruhen ließ. Am 27. Februar 2013 sprach das slowenische Parlament dem ebenfalls unter Korruptionsverdacht stehenden Ministerpräsidenten Janez Janša das Misstrauen aus und wählte die bisherige Oppositionsführerin Bratušek zur neuen Ministerpräsidentin. Sie stellte, wie von der Verfassung vorgeschrieben, innerhalb von 14 Tagen ihre neue Regierung zusammen, die am 20. März vom Parlament bestätigt wurde. Ihre Regierung war eine Koalition ihrer Partei Positives Slowenien mit den Socialni demokrati, der Državljanska lista sowie der Demokratischen Pensionistenpartei Sloweniens.
Auf dem Parteitag am 25. April 2014 unterlag sie bei der Wahl zum Parteivorsitz mit 44,5 % zu 55,5 % ihrem Vorgänger Zoran Janković. Infolgedessen trat Bratušek aus der Partei aus. Am 5. Mai 2014 erklärte sie ihren Rücktritt vom Amt der Ministerpräsidentin. Die österreichische Zeitung Der Standard schrieb über ihre Arbeit als Ministerpräsidentin, sie habe „etwas geschafft, was alle ihre Vorgänger nicht zusammengebracht haben, nämlich Slowenien wirtschaftspolitisch wieder einigermaßen auf Kurs zu bringen.“
Da die Koalitionspartner der PS eine Wahl von Zoran Janković als Ministerpräsidenten ablehnten, löste sich das Parlament auf. Im Blick auf die dadurch erforderlichen Neuwahlen gründete Alenka Bratušek am 31. Mai 2014 das Bündnis Alenka Bratušek (ZaAB); sie wurde einstimmig zur Vorsitzenden gewählt. Bei der Parlamentswahl vom 13. Juli 2014 schaffte das Bündnis Alenka Bratušek zwar den Einzug ins Parlament, erlangte jedoch nur 4,3 % der Stimmen und vier Sitze, darunter einen für Bratušek selbst. Am 25. August 2014 wählte das slowenische Parlament Miro Cerar zu Bratušeks Nachfolger im Amt des Ministerpräsidenten.
Am 10. September 2014 benannte die slowenische Regierung, der Alenka Bratušek zu diesem Zeitpunkt noch als kommissarische Ministerpräsidentin vorstand, sie als Kandidatin für das Amt der Kommissarin in der Europäischen Kommission für das Ressort „Energieunion und Klimaschutz“; zugleich war sie als eine der Vizepräsidenten in der Kommission Juncker vorgesehen. Als die EU-Parlamentarier sie am 6. Oktober anhörten bzw. befragten, erweckte sie starke Zweifel an ihrer fachlichen Eignung als Kommissarin für das designierte Ressort. Am 8. Oktober 2014 lehnte das EU-Parlament sie mit großer Mehrheit ab. Slowenische Kommissarin wurde stattdessen Violeta Bulc mit den Verkehrsagenden. Energiekommissar wurde Maroš Šefčovič.
Die Fraktion des ZaAB zerfiel im Verlauf der Legislaturperiode zusehends. Zwei der vier Parlamentsabgeordneten verließen die Partei und schlossen sich der SMC von Ministerpräsident Cerar an, sodass das Bündnis Alenka Bratušek seinen Fraktionsstatus verlor. Zeitweise wurde die Partei nicht mal mehr in Umfragen ausgewiesen. Bei der Parlamentswahl 2018 konnte sich die inzwischen in Stranka Alenke Bratušek (SAB) umbenannte Partei auf 5,12 % steigern, allerdings verfehlte Alenka Bratušek selbst den erneuten Einzug ins Parlament aufgrund zu weniger Präferenzstimmen. Infolge der Wahlen trat die SAB in eine Mitte-Links-Koalition unter Führung von Marjan Šarec (Kabinett Šarec) ein, in welcher Bratušek als Vize-Ministerpräsidentin und Infrastrukturministerin amtierte. Nach dem Rücktritt von Šarec’ Kabinett im Februar 2020 verlor Bratušek ihr Amt.
Am 4. Februar 2021 kehrte sie als erste Nachrückerin auf der Kranjer Bezirksliste der SAB wieder in Parlament zurück, nachdem der bis dato amtierende SAB-Fraktionsvorsitzende Franc Kramar verstarb. Bei der Parlamentswahl 2022 verfehlte die SAB mit 2,61 % den Einzug ins Parlament, womit Bratušek auch ihr Parlamentsmandat verlor. Der designierte Ministerpräsident Robert Golob, der bis 2022 Mitglied der SAB war und dessen Partei Gibanje Svoboda aus dem Stand stärkste Kraft wurde, nominierte Bratušek als Infrastrukturministerin in seinem Kabinett. Bis zur Umstrukturierung der Regierung, in deren Zuge das Infrastruktur- und das Energieministerium getrennt wurden, amtierte sie als Staatssekretärin von Bojan Kumer. Am 24. Januar 2023 trat sie ihr Amt als Infrastrukturministerin an.

### Privates
Alenka Bratušek lebt mit ihrem Lebenspartner in Kranj und hat zwei Kinder.